# Willem van Herp

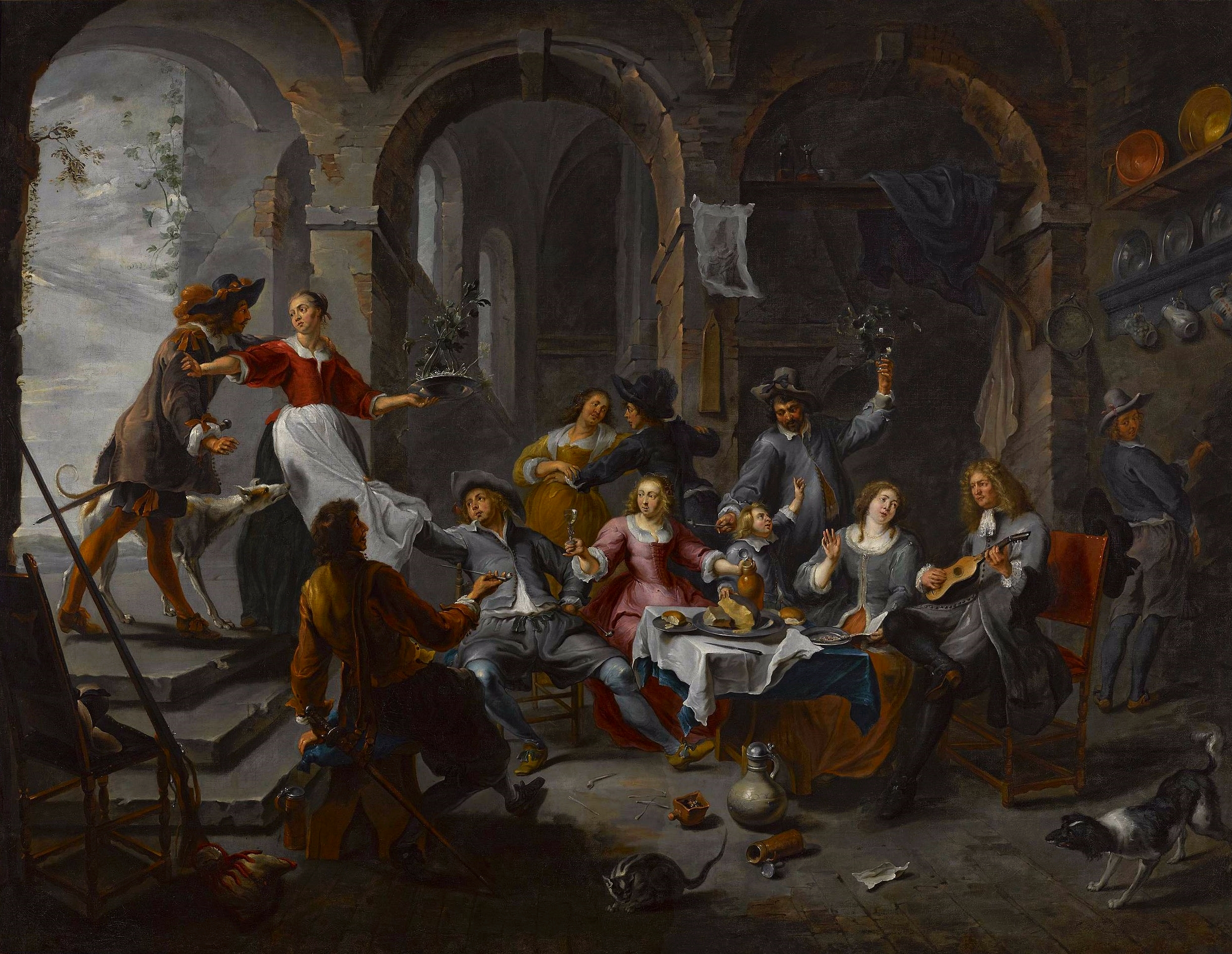
Allegorie van de vijf zintuigen

Willem van Herp (I) (alternatieve voornamen: Guillaume, Gilliam, Guilliam) (Antwerpen, circa 1614 – aldaar, 1677) was een Zuid-Nederlands kunstschilder uit de baroktijd die gespecialiseerd was in kabinetstukken met genretaferelen en religieuze onderwerpen.

## Levensloop
Hij was in de leer bij Damiaan Wortelmans (geboren 1588/9) van 1625 tot 1629 en bij Hans Biermans (een kunstenaar die voor de rest onbekend is). Na vermoedelijk enige tijd in het buitenland te hebben doorgebracht, werd hij een meester in het Antwerpse Sint-Lucasgilde in 1637-8. Van ten minste 1651 werkte hij voor Matthijs Musson, een Antwerps kunsthandelaar, voor wie hij onder meer werken van Rubens opfriste.
Hij was de leermeester van Peeter Schoef, een goudsmid-leerling die bij Van Herp leerde tekenen, en Melchior Hamers. Zijn twee zonen werden ook schilder.

## Werken
Van Herps werk bestaat voornamelijk uit genrestukken en kleine religieuze taferelen op koper. Deze laatste categorie maakt de meerderheid van zijn oeuvre uit. Uit de aanzienlijke hoeveelheid overlevende werken kan men afleiden dat hij op een semi-industriële wijze moet gewerkt hebben om de kunstmarkt te bevoorraden. Hij was waarschijnlijk slechts matig succesvol in Antwerpen, zoals blijkt uit het geringe aantal van zijn schilderijen dat in de lokale verzamelingen aanwezig is. Van Herp maakte zelf vaak ook meerdere gesigneerde kopieën van zijn eigen werk en werkte regelmatig samen met andere kunstenaars in de uitvoering van opdrachten.
Veel van de religieuze werken waren vermoedelijk bedoeld voor uitvoer naar Spanje, waar een grote vraag bestond naar schilderijen in de stijl van de grote Vlaamse meesters zoals Rubens en Anthony van Dyck en plaatelijk residiërende Vlaamse handelaren hun invoer bevorderden. Vaak zijn de religieuze werken kopieën of pastiches van composities van Peter Paul Rubens, van Dyck en van historieschilders van de tweede rang, zoals Gerard Seghers en Jan Boeckhorst. De meerderheid van de religieuze werken was geschilderd op koper, een schildersmedium dat in Spanje erg werd gewaardeerd, zowel omwille van haar duurzaamheid als haar glanzende afwerking. De werken van Van Herp waren instrumenteel in de verspreiding van schilderijen op koper in Mexico waar ze verspreid werden door middel van de handel van Spanje met Latijns-Amerika. Van Herps werken werden ook bekend in Engeland door gravures naar zijn werken.
Zijn genrestukken beelden veelal scènes met boeren uit. Hierin gebruikt hij Rubensiaanse figuren op een kleine schaal in een interieur dat doet denken aan de werken van David Teniers de Jongere uit die tijd. Er wordt vermoed dat de genrestukken in de eerste plaats bestemd waren voor de Antwerpse markt.
Er kan geen stilistische ontwikkeling binnen van Herps oeuvre onderscheiden worden, aangezien slechts een paar van zijn werken gedateerd zijn. Maar zijn persoonlijke stijl kan gemakkelijk worden herkend, vooral in zijn ietwat artificiële manier van tekenen en in de expressiviteit van zijn figuren.